# 造園業
造園業（ぞうえんぎょう、造苑業）は、造園空間を設計、監督、施工する業種のことである。造園工事業 （ぞうえんこうじぎょう、Landscape contractor）として建設業法に規定された建設業の一業種で、500万円以上の造園工事を請け負う企業を営業するには、国土交通大臣または都道府県知事に届け出て許可を得ることが必要であり、造園施工管理技士または造園技能士の資格をもつ技術者がいることが許可要件の一つになっている。

## 建設業の許可

### 事業種目と許可業種
- 事業種目 - 特定建設業, 一般建設業 許可業種は主に造園工事業

## 認証取得
- 品質マネジメントシステム - ISO9001
- 環境マネジメントシステム - ISO14001

## 造園業に関する職業訓練
造園業に関する職業訓練は、樹木の管理（整姿・剪定、移植など）、竹垣施工、飛石など施工、レンガ施工など、造園業に必要な知識と技術の習得を目指す訓練を実施する。
学科は造園概論（歴史・様式）、病理、土・肥料・材料、設計・製図・CAD操作などを講義し、実技は造園実習、庭園管理実習、農業機械使用法などの訓練を実施している。職業訓練施設によって程度はあるが、造園用機械・工具類の取扱、庭園の基本的な設計・施工・管理作業を通して、技能検定試験の2級程度の知識と技能の修得をベースとして、造園施工（つくばいや燈篭など添景物の据付け、庭木の植栽および整枝せん定、造園施工設計図の書き方(造園製図)など造園施工を主とする技術を習得する）と造園管理（生垣の刈り込みおよび庭木の整枝せん定の方法、薬剤の取り扱いと病害虫の防除方法、庭木の植栽および施肥など庭園などの維持管理を主とする技術を習得するコースで、庭園管理に関する知識と造園用の機械・器工具使用法などを実践的に実施しながらその技能を習得）の能力開発を行っている。
造園業に関する職業訓練施設は、以下のものがある。
- 札幌造園技術学院、釧路地域職業訓練センター短期課程造園科、館林地区高等職業訓練校造園料、市原共同高等職業訓練校造園科、石川県立能登産業技術専門校造園科、鹿児島造園技術専門校、具志川職業能力開発校短期課程造園科、東京グリーンコーディネータカレッジ、栃木県造園高等技術学校、奈良県造園建設高等職業訓練校

## 関連団体

### 日本造園建設業協会
一般社団法人日本造園建設業協会(Japan Landscape Contractors Association 略称：日造協）は造園工事業を営む全国各地の企業で構成する団体。本部は東京都文京区にある。47都道府県に支部がある。1965年、任意団体として日本造園緑地組合連合会が設立。1971年に建設省から社団法人許可され社団法人日本造園建設業協会に改称。1972年に建設業法第27条の33により建設大臣に届出。2012年に一般社団法人となる。

### 日本造園組合連合会
一般社団法人日本造園組合連合会(Japan federation of landscape contractors, 略称：造園連）は全国各地にある造園組合の連合組織として、1974年に設立。本部は東京都千代田区にある。現在日本で最大規模の造園業者団体となっている。2004年には浜名湖花博への出展庭園がパシフィックフローラ大賞最高賞を受賞している。

### その他
- 一般社団法人自然環境共生技術協会
- 一般社団法人ランドスケープコンサルタンツ協会
- 一般社団法人日本公園緑地協会
- 公益社団法人日本造園学会
- 一般財団法人公園財団（旧・公園緑地管理財団）
- 公益財団法人都市緑化機構
- 一般財団法人日本造園修景協会
- 一般社団法人日本庭園協会
- 一般社団法人日本公園施設業協会
- エクステリア業#関係団体と資格

## おもな造園会社
- 住友林業緑化株式会社（東京本社:東京都中野区、大阪事務所）
- 西武造園株式会社（本社:東京都豊島区）
- 西武緑化管理株式会社（本社:東京都小平市、営業所:東京、埼玉）
- 株式会社湘南グリーンサービス（神奈川県藤沢市）
- 小田急ランドフローラ（東京都世田谷区）（前身は小田急電鉄（株）グリーン事業部）
- 株式会社 グリーンアンドアーツ（本社:千葉県浦安市）株式会社オリエンタルランド
- 京急緑地開発株式会社（本社:神奈川県横浜市）
- セキスイエクステリア株式会社（本社:東京都港区）
- 株式会社日比谷アメニス（本社:東京都港区）
- 株式会社日比谷花壇（東京都）
- 株式会社石勝エクステリア（本社:東京都世田谷区）（東急グループ）[2]
- 東急グリーンシステム株式会社（本社:東京都目黒区、本店:神奈川県横浜市）（東急グループ）
- GREEN WISE (株式会社グリーン・ワイズ) (本社:東京都多摩市、農場:東京都調布市)
- イビデングリーンテック株式会社 (本社:岐阜県大垣市)
- 東武緑地株式会社（本社:東京都墨田区、本店:東京都杉並区）
- 近鉄造園土木株式会社（本社:大阪市中央区）
- ヤハギ緑化株式会社
- 日産緑化株式会社（本社:東京都千代田区）日産化学工業株式会社
- 西鉄グリーン土木
- 名鉄環境造園株式会社
- 伊藤忠林業株式会社
- 株式会社岩城
- 株式会社植藤造園
- 北山造園（京都市北区等持院中町）
- 植彌加藤造園株式会社
- カネコ種苗
- サカタのタネ
- 桃原農園
- 王子木材緑化
- 日本製紙総合開発
- 阪神園芸
- 小林種苗
- 理研グリーン
- 京王グリーンサービス
- 京成バラ園芸
- 京阪園芸
- 光丘
- 常磐開発
- キューヘングリーンサービス株式会社
- NIPPO
- ハンワホームズ
- 守谷商会 (長野県)
- 竹中庭園緑化
- 古河林業
- イワクラ
- 雪印種苗
- 釘﨑創建
- クローバーガーデン
- 東洋エクステリア
- 金秀グリーン株式会社
- JFE東日本ジーエス
- 株式会社帯金造園（山梨県甲府市）
- タケダ造園
- 日本植生
- 株式会社 岐阜造園
- 小杉造園（東京都世田谷区）
- 植義造園（川崎市多摩区）